# Serra de Sant Quintí
La Serra de Sant Quintí és una serra situada al municipi de Prullans, a la comarca de la Baixa Cerdanya, amb una elevació màxima de 1.707 metres.